# Editura Tehnică
Editura Tehnică a fost  o editură înființată în anul 1950 și profilată, așa cum indică și numele său, pe carte tehnică. Din cauza scăderii interesului pentru acest tip de carte, în 2014 și-a încetat activitatea.

## Activitate
Editura Tehnică a fost  prima editură din România specializată în genul tehnic al literaturii științifice. Cărțile editate s-au adresat atât specialiștilor din diferitele ramuri economice, cât și ca material didactic în învățământul superior.
Datorită scăderii cererii pentru cartea tehnică, începând din 2002 editura și-a diversificat domeniile, însă această măsură s-a dovedit insuficientă. În 2014 editura acumulase datorii de 1,25 milioane de lei, care nu puteau fi acoperite de stocul de marfă de c. 350 de mii de lei, respectiv marfă greu vandabilă la terți de c. 550 de mii de lei. Ca urmare, la 6 februarie 2014 a fost declarată în stare de faliment, fiind în curs de lichidare.
Realizări
- Număr de titluri editate: peste 10000.
- Număr de exemplare editate: peste 100 de milioane.
- Premii: peste 130 din partea Academiei Române.

## Domenii abordate
- Științe fundamentale
- Tehnologii noi
- Științe interdisciplinare
- Științe ale naturii
- Inginerie și tehnologie industrială
- Psihologie
- Manuale școlare si universitare
- Arta și științe sociale
- Management, calitate, marketing
- Filozofia științei
- Diverse

### Serii de cărți
- Bazele cercetării operaționale
- Matematici moderne aplicate